# Hemicircus
Hemicircus is een geslacht van vogels uit de familie spechten (Picidae).

## Soorten
Het geslacht kent de volgende soorten:
- Hemicircus canente – Hartvlekspecht
- Hemicircus concretus – Kortstaartspecht